# Verano fatal
Verano fatal es un álbum de Nacho Vegas y Christina Rosenvinge. Fue publicado por Limbo Starr el 22 de octubre de 2007.

## Lista de canciones
| N.º | Título                  | Duración |  |
| 1.  | «Me he perdido»         | 5:22     |  |
| 2.  | «Humo»                  | 4:13     |  |
| 3.  | «Verano Fatal»          | 3:59     |  |
| 4.  | «Ayer te vi»            | 3:17     |  |
| 5.  | «No pierdes lo que das» | 2:40     |  |
| 6.  | «Que nos parta un rayo» | 3:12     |  |
| 7.  | «No lloro por ti»       | 2:02     |  |